# Сидоров, Дмитрий Павлович
Дмитрий Павлович Сидоров (1920—1979) — подполковник Советской Армии, участник Великой Отечественной войны, Герой Советского Союза (1945).

## Биография
Дмитрий Сидоров родился 25 августа 1920 года в селе Дятьково (ныне — Брянская область). После окончания средней школы работал на цементном заводе. В 1940 году Сидоров был призван на службу в Рабоче-крестьянскую Красную Армию. С сентября 1941 года — на фронтах Великой Отечественной войны. В 1944 году Сидоров окончил курсы младших лейтенантов.
К марту 1945 года лейтенант Дмитрий Сидоров был комсоргом стрелкового батальона 298-го стрелкового полка 186-й стрелковой дивизии 65-й армии 2-го Белорусского фронта. Отличился во время освобождения Польши. 29-30 марта 1945 года в боях за Данциг Сидоров лично уничтожил около 15 солдат и офицеров противника, ещё 5 взял в плен. Во время подготовки к форсированию Одера он лично провёл разведку маршрута следования и провёл передовой отряд к западному берегу, после чего принял активное участие в боях за захват и удержание плацдарма.
Указом Президиума Верховного Совета СССР от 29 июня 1945 года за «образцовое выполнение боевых заданий командования на фронте борьбы с немецкими захватчиками и проявленные при этом мужество и героизм» лейтенант Дмитрий Сидоров был удостоен высокого звания Героя Советского Союза с вручением ордена Ленина и медали «Золотая Звезда» за номером 5524.
После окончания войны Сидоров продолжил службу в Советской Армии. В 1955 году он окончил Военно-политическую академию. В 1960 году в звании подполковника Сидоров был уволен в запас. Проживал и работал в Минске. Умер 9 декабря 1979 года, похоронен на Восточном кладбище Минска.
Был также награждён орденом Отечественной войны 2-й степени и тремя орденами Красной Звезды, рядом медалей.